# Nishlik Lake
Der Nishlik Lake ist ein See im Dillingham Census Area im Südwesten des US-Bundesstaates Alaska. Der 13,3 km² große und 9,3 km lange See glazialen Ursprungs liegt auf einer Höhe von 308 m im äußersten Norden des Wood-Tikchik State Parks an der Ostflanke der Kuskokwim Mountains. Der Nishlik Lake ist der nördlichste der sieben Tikchik Lakes. Er wird an seinem östlichen Ende über den Tikchik River entwässert.
Die Bezeichnung der Ureinwohner Alaskas für den See wurde 1915 vom U.S. Bureau of Fisheries dokumentiert.